# Gelves
Gelves è un comune spagnolo di 6 767 abitanti situato nella comunità autonoma dell'Andalusia.

## Geografia fisica
È situato alla destra del Guadalquivir.